# The Atlantic
The Atlantic là một tạp chí và nhà xuất bản đa nền tảng của Mỹ có trụ sở tại Washington, D.C.. Tạp chí này chuyên xuất bản các bài viết trong các lĩnh vực chính trị, đối ngoại, kinh doanh, kinh tế, văn hóa, nghệ thuật, công nghệ và khoa học.
The Atlantic được thành lập vào năm 1857 tại Boston, với tên The Atlantic Weekly, một tạp chí văn học và văn hóa chuyên đăng bài bình luận của các nhà văn hàng đầu về giáo dục, bãi bỏ chế độ nô lệ và các vấn đề chính trị lớn khác vào thời điểm đó. Những người sáng lập của tạp chí này bao gồm Francis H. Underwood và các nhà văn nổi tiếng Ralph Waldo Emerson, Oliver Wendell Holmes Sr., Henry Wadsworth Longfellow, Harriet Beecher Stowe và John Greenleaf Whittier. James Russell Lowell là biên tập viên đầu tiên của The Atlantic. Trong thế kỷ 19 và 20, The Atlantic cũng xuất bản một niên giám hàng năm là The Atlantic Weekly Almanac dành cho độc giả của Atlantic Monthly.
The Atlantic được doanh nhân David G. Bradley mua lại vào năm 1999, sau đó ông đã cải tiến tạp chí này thành một tạp chí xã luận chung; vào năm 2017, ông đã bán phần lớn cổ phần của ấn phẩm cho Emerson Collective của Laurene Powell Jobs.